# مايكل كودي
مايكل كودي (بالإنجليزية: Michael Coady)‏ هو شاعر ومُؤرِّخ ومُصوِّر وصحفي أيرلندي، ولد في 1939.